# ميخائيل ووكر
ميخائيل ووكر (بالإنجليزية: Michael Walker)‏ هو نحات أمريكي، ولد في 2 مارس 1949 في أوريغون في الولايات المتحدة.